# 金太郎温泉 (青森県)
金太郎温泉（きんたろうおんせん）は、青森県五所川原市姥萢桜木299-1にある温泉である。

## 温泉諸元
源泉名は『桜木温泉』となっている。
- 泉質 - 含硫黄ナトリウム・カルシウム塩化物泉（硫化水素型）、源泉かけ流し[2]
- 泉温 - 45.4 ℃[1]
- pH - 7.92[1]
- 溶存成分総計 - 4,089 mg/kg（ナトリウムが1,361 mg、塩素が1,943 mg、炭酸水素塩が462 mg、臭素が5.8mg、CO3が18.9 mg）
- 効能 - 糖尿病、切り傷、貧血、皮膚病、動脈硬化、便秘、高血圧、婦人病、火傷、神経痛[2]

## 施設概要
浴室はジェットバスが完備。売店・お土産処や休憩所・休憩室も完備する。

## 交通アクセス
東日本旅客鉄道（JR東日本）五能線「五所川原駅」・津軽鉄道線「津軽五所川原駅」が最寄り駅となる。駐車場は150台分を完備。